# 塞巴斯蒂安·歐弗納
塞巴斯蒂安·歐弗納（Sebastian Ofner，1996年5月12日—）是一位奧地利職業網球男運動員。
2017年溫布頓網球錦標賽，歐弗納從資格賽連勝三場，闖進會內賽，又淘汰托馬斯·貝魯奇與傑克·索克，進入第三輪，才敗給亞歷山大·兹維列夫。

## 外部連結
- 塞巴斯蒂安·歐弗納（英文/西班牙文）的官方資料
- 塞巴斯蒂安·歐弗納的國際網球總會 職業／青少年 官方資料（英文）